# Deutsche Mathematiker-Vereinigung
La Deutsche Mathematiker-Vereinigung (en español, Sociedad Matemática Alemana) es la principal sociedad profesional de matemáticos en Alemania, representante de los matemáticos alemanes en la European Mathematical Society y en la Unión Matemática Internacional. Fue fundada en Bremen en 1890, y tuvo como primer presidente al teórico de conjuntos Georg Cantor. Entre sus miembros fundadores también estuvieron Felix Klein, Walther von Dyck, David Hilbert, Hermann Minkowski, Carl Runge, Rudolf Sturm, Hermann Schubert y Heinrich Weber.
Su presidente para el periodo 2019-2020 es Friedrich Götze.

## Actividades
En honor de su primer presidente, Georg Cantor, la sociedad entrega la Medalla Cantor. La sociedad publica dos revistas científicas, la Jahresbericht der DMV y Documenta Mathematica. También publica un boletín trimestral para sus miembros, el Mitteilungen der DMV. La reunión anual de la sociedad se conoce como Jahrestagung. También se reúnen cada cuatro años con la Österreichische Mathematische Gesellschaft (Sociedad Matemátiaca Austriaca) y con la Gesellschaft für Didaktik der Mathematik (Sociedad para la Didáctica de la Matemática). En ocasiones organiza sus reuniones conjuntamente con otras sociedades (por ejemplo, en 2014 con la Sociedad Matemática Polaca, o en 2016 con la Gesellschaft für Angewandte Mathematik und Mechanik). Cada dos años, organiza la Gauß-Vorlesungen, una ponencia pública impartida por matemáticos respetados.

## Medalla Cantor
La Medalla Cantor se ha entregado a los siguientes matemáticos: Karl Stein (1990), Jürgen Moser (1992), Erhard Heinz (1994), Jacques Tits (1996), Volker Strassen (1999), Yuri Manin (2002), Friedrich Hirzebruch (2004), Hans Föllmer (2006), Hans Grauert (2008), Matthias Kreck (2010), Herbert Spohn (2014), Gerd Faltings (2017) y Hélène Esnault (2019).

## Presidencia
Los presidentes de la sociedad han sido:
- 1890–1893: Georg Cantor
- 1894: Paul Gordan
- 1895, 1904: Heinrich Weber
- 1896, 1907: Alexander von Brill
- 1897, 1903 y 1908: Felix Klein
- 1898: Aurel Voss
- 1899: Max Noether
- 1900: David Hilbert
- 1901, 1912: Walther von Dyck
- 1902: Wilhelm Franz Meyer
- 1905: Paul Stäckel
- 1906: Alfred Pringsheim
- 1909: Martin Krause
- 1910: Friedrich Engel
- 1911: Friedrich Schur
- 1913: Karl Rohn
- 1914: Carl Runge
- 1915: Sebastian Finsterwalder
- 1916: Ludwig Kiepert
- 1917: Kurt Hensel
- 1918: Otto Hölder
- 1919: Hans von Mangoldt
- 1920: Robert Fricke
- 1921: Edmund Landau
- 1922: Arthur Moritz Schoenflies
- 1923: Erich Hecke
- 1924: Otto Blumenthal
- 1925: Heinrich Tietze
- 1926: Hans Hahn
- 1927: Friedrich Schilling
- 1928, 1936: Erhard Schmidt
- 1929: Adolf Kneser
- 1930: Rudolf Rothe
- 1931: Ernst Sigismund Fischer
- 1932: Hermann Weyl
- 1933: Richard Baldus
- 1934: Oskar Perron
- 1935: Georg Hamel
- 1937: Walther Lietzmann
- 1938–1945: Wilhelm Süss
- 1946: Kurt Reidemeister
- 1948–1952: Erich Kamke
- 1953, 1955: Georg Nöbeling
- 1954: Hellmuth Kneser
- 1956: Karl Heinrich Weise
- 1957: Emanuel Sperner
- 1958: Gottfried Köthe
- 1959: Willi Rinow
- 1960: Wilhelm Maak
- 1961: Ott-Heinrich Keller
- 1962: Friedrich Hirzebruch
- 1963: Wolfgang Haack
- 1964–1965: Heinrich Behnke
- 1966: Karl Stein
- 1967: Wolfgang Franz
- 1968–1977: Martin Barner
- 1977: Heinz Bauer
- 1978, 1979: Hermann Witting
- 1980–1981: Gerd Fischer
- 1982–1983: Helmut Werner
- 1984–1985: Albrecht Dold
- 1986–1987: Wolfgang Schwarz
- 1988–1989: Willi Törnig
- 1990: Friedrich Hirzebruch
- 1991–1992: Winfried Scharlau
- 1993–1994: Martin Grötschel
- 1995–1997: Ina Kersten
- 1998–1999: Karl-Heinz Hoffmann
- 2000–2001: Gernot Stroth
- 2002–2003: Peter Gritzmann
- 2004–2005: Günther Wildenhain
- 2006–2008: Günter M. Ziegler
- 2009–2010: Wolfgang Lück
- 2011–2012: Christian Bär
- 2013–2014: Jürg Kramer
- 2015–2016: Volker Bach
- 2017–2018: Michael Röckner
- 2019–2020: Friedrich Götze
- 2020-2022: Ilka Agricola